# Pharmakos
El pharmakós (en grec: φαρμακός) era el nom d'un ritual de la religió de l'antiga Grècia que podia consistir en el sacrifici d'una víctima expiatòria o en l'exili, totes dues opcions amb finalitats purificadores d'un grup social.

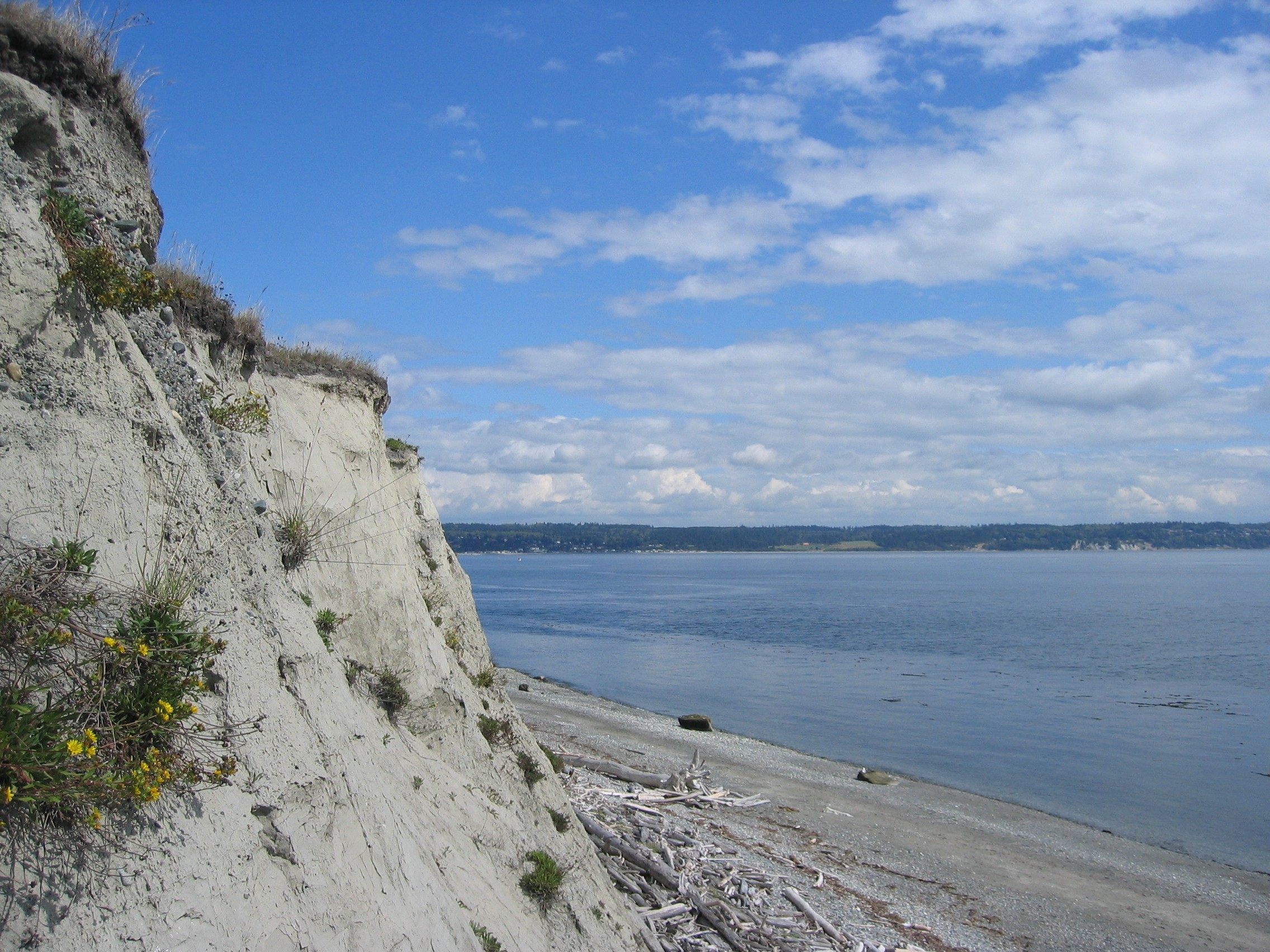
El penya-segat podia ser un dels escenaris per a un pharmakós

## Ritual
La comunitat triava una víctima, que podia ser un esclau, una persona amb discapacitats físiques o un criminal i se l'expulsava en temps de desgràcies que afectaven a tota la ciutat: la fam, una invasió, una plaga, etc., o per una crisi marcada pel calendari, amb la creença que això portaria una purificació a aquell grup social. Aquesta tradició està recollida en relats sobre ciutats gregues i les seves colònies a la mediterrània. La víctima era guarnida amb fulles, portada en processó per la ciutat, de vegades caçada o perseguida per una multitud que l'assotava amb vares i el vilipendiava amb crits insultants fins a fer-lo fora de la ciutat. En algunes ciutats, com Abdera, el sacrifici s'havia dut a terme anualment en un dia específic. En general, però, almenys en la seva forma original, es creu que el sacrifici dels pharmakós no era part del calendari religiós oficial. Per Atenes i altres ciutats de Jònia estava connectat a les celebracions de la Thargelion. El primer dia de la Thargelia, un festival en honor del déu Apol·lo que se celebrava a Atenes, dos homes anomenats els "Pharmakoi", eren expulsats com una mena de sacrifici expiatori.
El sacrifici de pharmakós es va practicar fins als últims segles anteriors al cristianisme de forma habitual.

## Simbolisme o realitat
Alguns escrits (scholia) testimonien que no es tractava d'un ritual simbòlic sinó que els pharmakoi eren realment sacrificats: llançats des de dalt d'un penya-segat, després cremats i les seves cendres tirades a la mar. Però hi ha molts historiadors actuals que rebutgen aquesta idea, basant-s'hi en que el text més antic que descriu una cerimònia de pharmakós, el poeta iàmbic Hipònax d'Efes, parla d'uns pharmakoi que eren copejats i apedregats però no els mataven. Una explicació més plausible seria que de vegades eren víctimes mortals i de vegades no, depenent de l'actitud de la víctima. Altres autors de l'antiguitat que en parlen són: Aristòfanes, Lísies i Demòstenes, encara que les seves narracions no són gaire aclaridores doncs proporcionen poques dades. Diversos escriptors posteriors com Cal·límac, Estrabó i Plutarc proporcionen descripcions directes del ritual. També apareix esmentat en textos d'autors llatins: Virgili, Ovidi i Petroni. Gramàtics, lexicògrafs posteriors, així com escolàstics, demostren conèixer el ritual: Servi Maure, la Suïda, Joan Tzetzes.
Porfiri informava d'una execució pel ritual del pharmakós, que havia presenciat a Rodes en un port de la ciutat, primer li havien donat a beure vi i després el van matar llançant-lo al buit. Segons Porfiri era una de les ciutats on feien el ritual durant el festival anual anomenat Crònia, en honor del déu Cronos. Estrabó narra un altre ritual semblant a l'illa de Lèucada, on la víctima era un criminal condemnat a mort que es llançava de la Roca Lèucada.
Alguns autors neguen que l'important del ritual fos l'assassinat i que fins i tot podria ser una exageració dels cronistes; altres posen èmfasi en un altre aspecte,opinen que la característica principal del ritual estava en l'exercici unànime de la força per part de la comunitat ciutadana. Altres fan notar que no hi ha informes sobre el que passava amb la víctima després de ser copejada i expulsada; i que no es pot prendre aquest fet com a prova que no es tractés d'un sacrifici a mort, ans al contrari, potser si no hi han escrits sobre el que passava després és perquè se sobre entén que de totes maneres era una víctima mortal, doncs era poc probable que sobrevisqués en la solitud o que fos acollit en una altra comunitat.

## Personatges que en van ser víctimes

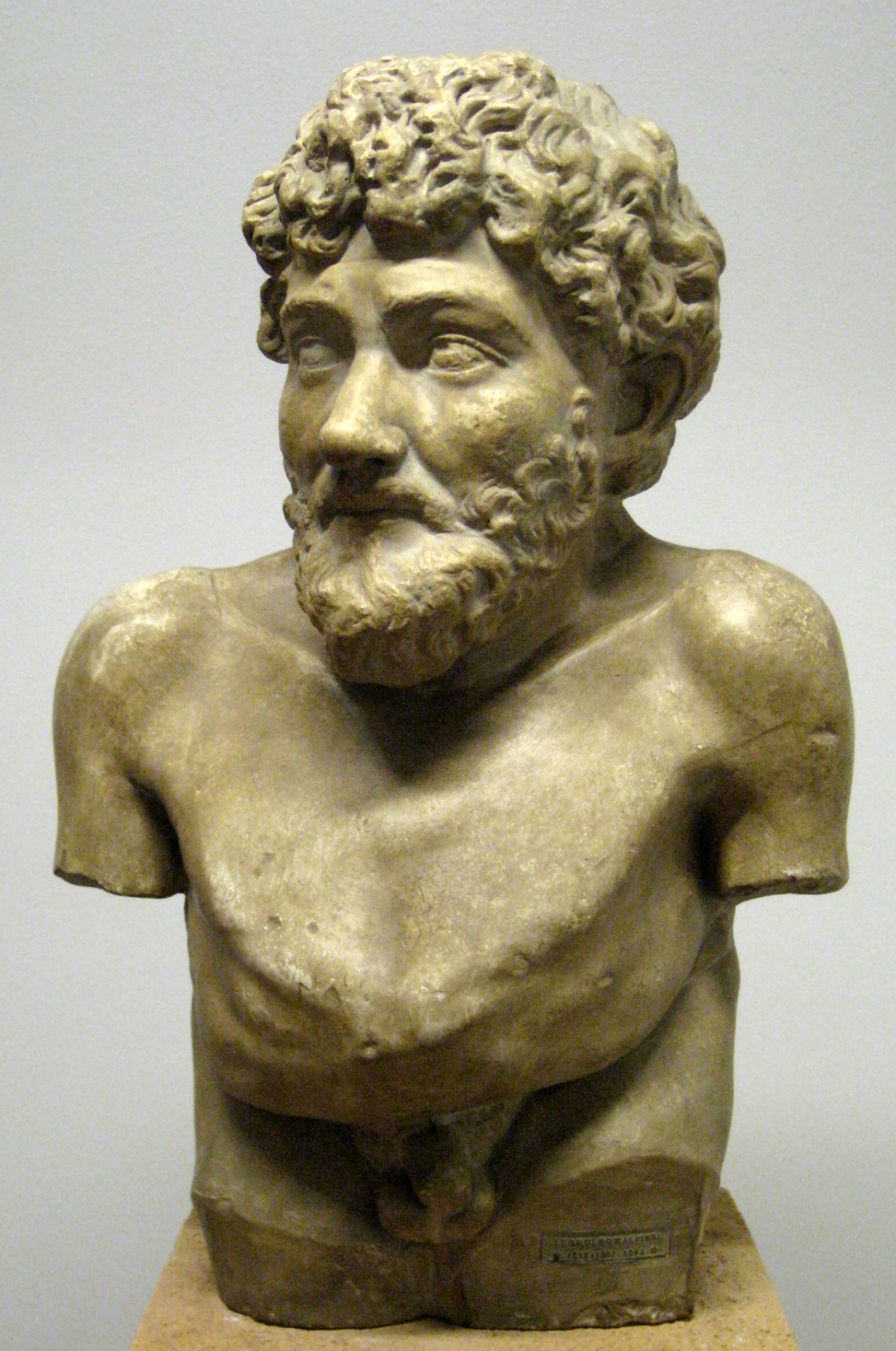
Es creu que Isop (imatge), va ser víctima d'un pharmakós.

Anton Wiechers, en la seva obra del 1961, "Aesop in Delphi" (Isop a Delfi), establia determinats paral·lelismes amb la biografia del fabulista Isop. Segons la narració llegendària de la seva vida, Isop va ser jutjat injustament i executat per la gent de Delfi fent servir un ritual que encaixaria amb l'esmentat pharmakós. Per exemple, Isop havia nascut deformat físicament, fet que coincideix amb el que diuen algunes descripcions de víctimes pharmakoi. Una altra coincidència és que va ser llançat per un penya-segat.
Louis-Jules Gernet ha assenyalat que les característiques del pharmakós també es troben en alguns personatges mitològics, per exemple, la decapitació de Dolon, descrita com bruta i ràpida per al bé de la comunitat. Basat en les paraules que a la l'enciclopèdia Suides es fan servir per a descriure el ritual (estolisménos, equipat, armat, decorat) Gernet també té la presumpció que el pharmakós podria haver estat una simulació o una màscara col·locada a una víctima.
Gregory Nagy, a la seva obra del 1979, "Best of the Achaeans" (El millor dels aqueus), comparava la mort d'Isop per pharmakós amb el pitjor dels personatges aqueus que surten a la Ilíada, Thersites. Més recentment hi ha dos treballs que analitzen el pharmakoi: Daniel Ogden (1997), en "The Crooked Kings of Ancient Greece" (Els reis amb malformacions de l'antiga Grècia); i Todd Compton (2006), "Victim of the Muses: Poet as Scapegoat, Warrior and Hero" (La víctima de les muses: De poeta a boc expiatori, guerrer i heroi). Compton fa un estudi sobre importants poetes que van ser exiliats, executats o que van patir judicis injustos, tant en la història com en personatges de llegenda i en mites grecs o indoeuropeus.

## Interpretacions antropològiques

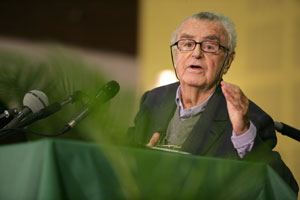
L'antropòleg Jean-Pierre Vernant, és un dels que han estudiat el pharmakós

Jean Henri Maire va subratllar que els documents en què s'esmenten directament les víctimes de pràctiques pharmakós i amb sacrificis humans, en general, provenen principalment d'autors de començaments del cristianisme que volien condemnar les formes paganes d'adoració. La fiabilitat d'aquestes autors cal ser posada en dubte.

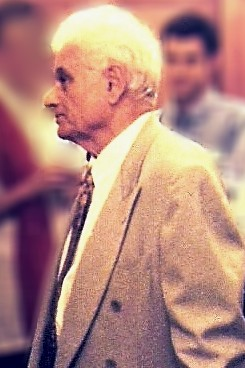
J.Derrida, fa un enfocament del pharmakós basat en la desconstrucció

Walter Burkert i René Girard han escrit modernes investigacions sobre el ritual del pharmakós. Burkert ha descobert que aquestes víctimes humanes rebien un bon àpat abans de ser expulsats o sacrificats i, segons algunes fonts, en cas de mort, escampaven les seves cendres sobre l'oceà. Això corrobora la idea de catarsi, de ser un ritual de purificació social.
Segons el filòsof Jacques Derrida, el pharmakós pot ser usat com un terme de desconstrucció vital. En el seu assaig "Plato's Pharmacy", Derrida deconstrueix diversos textos de Plató, com ara el Fedre i revela una interconexió entre els termes encadenats pharmakeia-pharmakon-pharmakeus i la notable absència de pharmakós. En fer això, ataca la frontera que separa l'interior i l'exterior, declarant que la part externa (pharmakós, mai emprada per Plató) està sempre preparada just al darrere de la part interna (pharmakeia-pharmakon-pharmakeus). Com a concepte, es pot dir que pharmakós està relacionat amb altres termes de la filosofia de J. Derrida, com ara "rastre".

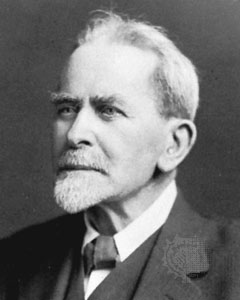
Sir James George Frazer, un altre dels estudiosos de rituals religiosos

Alguns autors han connectat el farmakós amb la pràctica de l'ostracisme, amb la qual un prominent polític era exiliat d'Atenes per una votació amb trossos de ceràmica (ostrakon). No obstant, l'exili per ostracisme només era per un temps determinat, mentre que el pharmakós era una expulsió de per vida.
Jean-Pierre Vernant veu en el sacrifici del rei d'Èdip un símbol de pharmakós, perquè és un rei neci i la seva mort és un bé per la comunitat. La mateixa idea aprareix en la figura del Carnestoltes, el rei boig, el rei dels poca-soltes que encarna un període de crisi; amb la seva mort els valors socials i morals que han estat invertits durant els dies de carnaval, tornen a ser restaurats, el seu assassinat cerimonial representa tornar a l'ordre.
Els estudiosos dels rituals a Cambridge s'inclinen per una interpretació del ritual com la purificació necessària per al canvi d'estació. Walter Burket segueix el patró dels de Cambridge, però posa èmfasi en el drama de ser un fet de pressió social, més que en el fet de la mort d'una persona, doncs això era un fet que es veia amb normalitat en altres àmbits diferents del religiós, per exemple es podia condemnar a mort algú per motius polítics, com si la vida en aquelles societats no tingués el valor que es té avui dia. Tant en Burkert com per J.P. Vernant és similar a la institució de l'ostracisme,o la racionalització democràtica del sacrifici.
René Girard té els rituals pharmakos discutits àmpliament en la preparació del marc de la seva teoria del boc expiatori.

## Pharmakós i farmacologia
El terme "pharmakós" va derivar més endavant en el terme "pharmakeus", passant a designar una droga, un beuratge sanador i per extensió un expert en drogues o sanador. Així com la víctima del pharmakós carregava amb les impureses d'una societat, el pharmakeus era qualsevol substància amb propietats d'absorbir les impureses d'un cos i sanar-lo.
Algunes fonts posteriors com la Suda i Herodià també utilitzen la paraula "katharma" (κάθαρμα, "deixalles", "restes[inútils] de la víctima"), amb el mateix significat que pharmakós. Un sinònim comú per pharmakós era "perípsema" (περίψημα, "brutícia", "terra").
En la traducció grega de l'Antic Testament, la Septuaginta i el Nou Testament la paraula pharmakós es fa servir amb el significat de "mag".
Una variació d'aquest terme és "pharmakon" (φάρμακον), un terme complex que aplega diferents significats: sagrament, remei, verí de la serp, talismà, cosmètic, perfum o substància intoxicant. D'aquí es va generar el terme modern "farmacologia".